# Sère-Rustaing
Sère-Rustaing is een gemeente in het Franse departement Hautes-Pyrénées (regio Occitanie) en telt 124 inwoners (2005). De plaats maakt deel uit van het arrondissement Tarbes.

## Geografie
De oppervlakte van Sère-Rustaing bedraagt 5,3 km², de bevolkingsdichtheid is 23,4 inwoners per km².

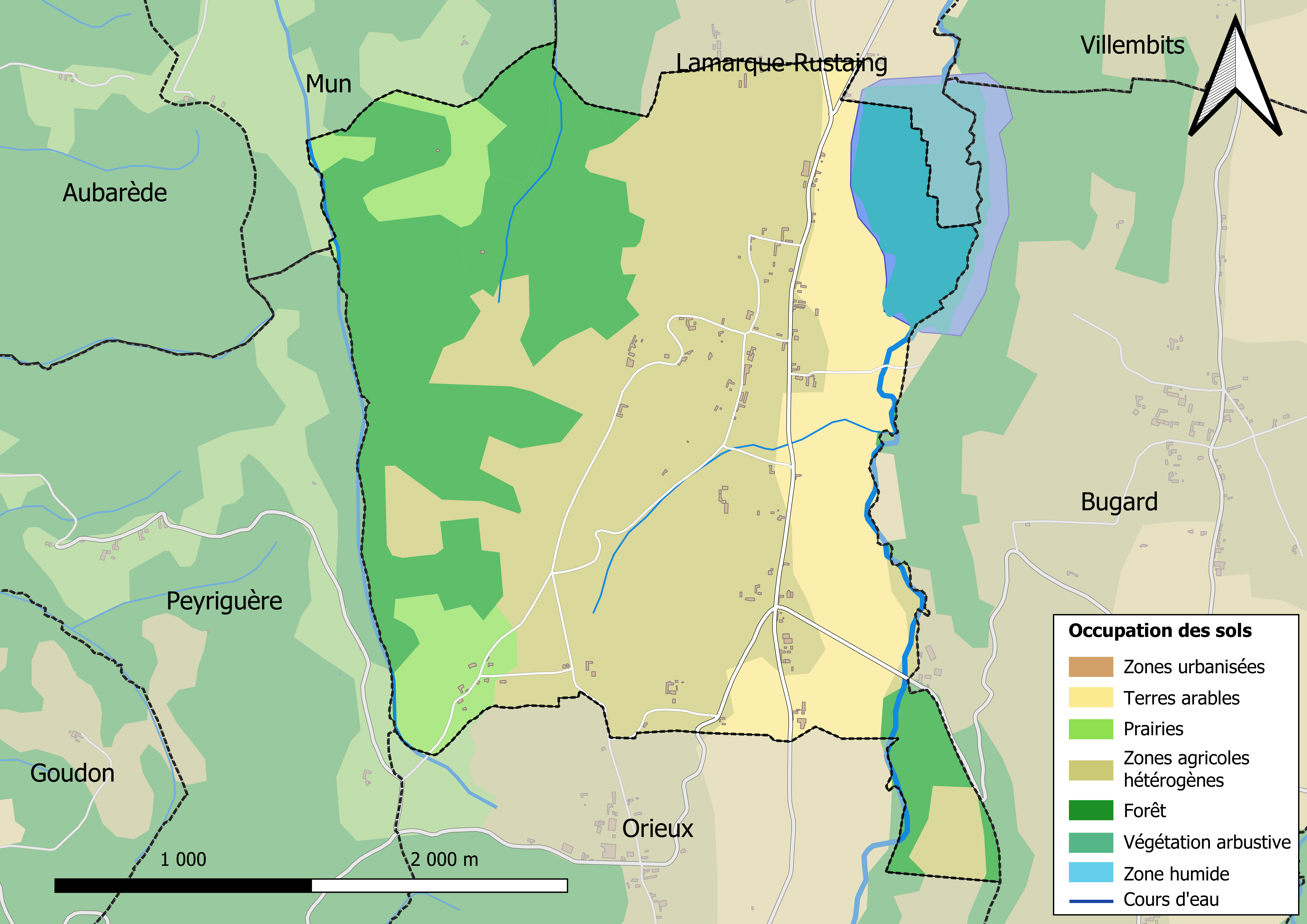
Kaart van de gemeente met belangrijkste infrastructuur, bodemgebruik en omliggende gemeenten

## Demografie
Onderstaande figuur toont het verloop van het inwonertal (bron: INSEE-tellingen).